# Punti del poker
I punti del poker sono le combinazioni di cinque carte con le quali si determinano i valori del punto a disposizione del giocatore.
Queste serie di cinque carte possono essere classificate in diverse combinazioni particolari o "punti", nel gergo del poker, che sono disposti in una scala di valori tale da poter determinare quello superiore e vincente. La forza di un punto è determinata dalla probabilità che questo venga "legato" (ossia ottenuto): quanto più è rara l'eventualità di realizzazione di un punto, tanto più esso è forte.
Queste regole sono valide per le varianti del poker che fanno uso del mazzo di 52 carte, come quello usato in genere nel poker sportivo. Se il mazzo è diverso, per la trattazione dei punti si rimanda alla voce della singola variante, vedi per esempio il poker tradizionale.
In caso di punti di parità, verrà valutata l'eventualità di un punto aggiuntivo. Se non presente, varrà la seconda carta per valore più alto.

## Regole per la determinazione del punto
Nel poker, un punto può essere composto solo considerando cinque carte e seguendo un preciso procedimento:
1. si appura se le carte sono di seme uguale;
2. si appura se i valori delle carte sono in sequenza consecutiva e senza interruzione;
3. nel caso in cui i primi due passaggi non vadano a buon fine, si considerano le carte di valore uguale.

In caso di pareggio fra due o più giocatori, si può ricorrere anche al confronto fra i kicker, ossia delle carte che non rientrano nella combinazione che ha composto il punto. Per esempio, ipotizzando di avere A♣, A♥, J♠, 8♠, 5♦, i kicker saranno J♠, 8♠ e 5♦.
In caso di parità fra i kicker di maggior valore, si passa a confrontare il secondo kicker più alto, poi il terzo e così via. Nel caso in cui la parità persista dopo aver valutato tutte le carte rimanenti, si considera la regola dei semi (cuori, quadri, fiori, picche). In ogni caso, le modalità di confronto dei kicker possono essere decise di volta in volta dal tavolo in cui si gioca.

## Scala dei punteggi
La valutazione del punto prende in esame innanzitutto la categoria della mano. Di seguito sono elencati in ordine decrescente i punti del poker per categoria.
1. Pokerissimo[1]
2. Scala reale
3. Scala colore
4. Poker
5. Full
6. Colore
7. Scala
8. Tris
9. Doppia coppia
10. Coppia
11. Carta più alta

Tale ordine vige nei giochi "high", ossia quelli che prevedono l'assegnazione del piatto alla mano più forte, e nei giochi "lowball", ossia in quelli in cui vince la mano più debole. È inoltre valida in tutte le varianti principali del poker, tranne quella "all'italiana" (o "poker chiuso"), nella quale il colore vale più del full.
Ai fini della valutazione del punteggio vale il principio secondo il quale "cards speak for themselves" ("le carte parlano da sole"). Ciò significa che per la determinazione del punto è indifferente qualsiasi azione dei giocatori.

### Pokerissimo (five of a kind)
Il pokerissimo (in inglese five of a kind) è un punto formato da quattro carte di stesso valore più un jolly.
È il punto più alto che si possa conseguire, ma è possibile ottenerlo solo nelle varianti del poker e del Texas Hold'em in cui viene ammesso l'uso del jolly (o di una carta equivalente).
"Il Jolly ha una funzione sostitutiva, infatti, un Jolly rosso può sostituire una carta di Quadri o di Cuori per completare un Colore o può sostituire una qualsiasi carta per completare una scala. (un colore o una scala con il Jolly avrà un valore inferiore di un colore o una scala qualunque indipendentemente dal seme)"

### Scala reale (straight flush)
La scala reale (in inglese straight flush) è un punto formato da cinque carte in sequenza dello stesso seme.
In molte specialità del poker, l'asso può aprire la scala (precedendo il 2 o la diversa carta più bassa del mazzetto) oppure chiuderla (seguendo il re). In base a dove è posizionato, si possono quindi distinguere:
- la scala reale massima (in inglese royal flush), composta da asso, re, regina, fante e 10;
- la scala reale media, composta da una qualsiasi combinazione di carte in sequenza che non preveda l'asso;
- la scala reale minima, composta da una qualsiasi combinazione di carte in sequenza che preveda l'asso prima della carta più bassa (es. asso, 2, 3, 4 e 5).

In caso di due o più scale reali, vince quella con la carta più alta. In caso di parità, si divide il piatto oppure si segue la regola dei semi; in ordine decrescente di valore: cuori, quadri, fiori, picche (mnemonicamente richiamati dalla lettere iniziali della frase: Come Quando Fuori Piove). Nella sola versione "all'italiana", in caso di pareggio la scala reale massima batte la media, la scala reale media batte la minima e la scala reale minima batte la massima.

### Poker (four of a kind)
Il poker (in inglese four of a kind) è un punto formato da quattro carte dello stesso valore.
In caso di due o più poker, vince quello di valore maggiore (il poker di assi è la combinazione più forte). In caso di parità dove la variante lo consente si divide o si va al confronto del kicker e, nel caso di ulteriore parità, al suo colore.

### Full (full house)
Il full (in inglese full house) è un punto formato da cinque carte, che si ottiene quando in mano si hanno contemporaneamente un tris e una coppia di valori diversi.
In caso di due o più full, vince quello che ha il valore del tris più alto, indipendentemente dal valore delle coppie. In caso di parità, si divide il piatto oppure vince la mano con la coppia di valore più alto. In caso di full servito sul tavolo, la partita termina in parità, perché il punto è già di entrambi i giocatori.

### Colore (flush)
Il colore (in inglese flush) è un punto formato da cinque carte di uno stesso seme. È diverso dalla scala reale perché si può comporre anche con carte di valore non consecutivo.
In caso di due o più colori, vince quello con la carta più alta. In caso di parità, si mette a confronto la seconda carta più alta, poi la terza, e così via. In caso di ulteriore parità, si divide il piatto.
Nella versione all'italiana, in caso di pareggio si segue la regola dei semi. Nel caso in cui ci siano due colori uguali (possibile solo dai sei giocatori in su), si prende in considerazione la carta più alta.

### Scala (straight)
La scala (in inglese straight) è un punto formato da cinque carte in sequenza, non necessariamente dello stesso seme.
Nelle varianti che comprendono più di 5 carte, la carta più bassa viene contata come kicker. Riguardo l'asso, valgono le stesse considerazioni fatte per la scala reale.
In caso di due o più scale, vince quella con la carta più alta. In caso di parità, si divide il piatto oppure si segue la regola dei semi (cuori, quadri, fiori, picche).

### Tris (three of a kind)
Il tris (in inglese three of a kind) è un punto formato da tre carte dello stesso valore. Nelle specialità a carte comunitarie, come il Texas hold 'em, vengono distinti due tipi di tris:
- il set, legato con una sola carta comunitaria (in altri termini, il giocatore ha due delle tre carte necessarie in mano);
- il trip, legato con due carte comunitarie (in altri termini, il giocatore ha una sola delle tre carte necessarie in mano).

In caso di due o più tris, vince quello di valore maggiore. In caso di parità, si divide il piatto oppure si va al confronto dei kicker. Nella versione all'italiana, in caso di pareggio si segue la regola dei semi.

### Doppia coppia (two pairs)
La doppia coppia (in inglese two pairs) è un punto formato da due coppie di carte dello stesso valore.
In caso di due o più doppie coppie, vince quella con la coppia più alta. In caso di parità, vince quella con la seconda coppia più alta. In caso di ulteriore pareggio, si divide il piatto oppure si va al confronto dei kicker. Nella versione all'italiana, in caso di pareggio si segue la regola dei semi.

### Coppia (one pair)
La coppia (in inglese one pair) è un punto formato da due carte dello stesso valore.
In caso di due o più coppie, vince quella di valore maggiore. In caso di parità, si divide il piatto oppure si va al confronto dei kicker. Nella versione all'italiana, in caso di pareggio si segue la regola dei semi.

### Carta più alta (high cardono pair)
La carta più alta (in inglese high card o no pair) è il punto più basso che si possa ottenere.
Qualora nessun giocatore sia riuscito a legare un punto, vince il giocatore che ha la carta più alta in mano. In caso di parità, si divide il piatto oppure si va al confronto della seconda carta più alta, della terza e così via. Nel caso in cui la parità persista dopo aver valutato tutte le carte rimanenti, si considera la regola dei semi (cuori, quadri, fiori, picche).